# Кузнечихинское сельское поселение (Татарстан)
Кузнечихинское се́льское поселе́ние — муниципальное образование в Спасском районе Татарстана Российской Федерации.
Административный центр — село Кузнечиха.

## История
Статус и границы сельского поселения установлены Законом Республики Татарстан от 31 января 2005 года № 40-ЗРТ «Об установлении границ территорий и статусе муниципального образования "Спасский муниципальный район" и муниципальных образований в его составе».

## Население
| 2010 | 2011 | 2012 | 2013 | 2014 | 2015 | 2016 |
| ---- | ---- | ---- | ---- | ---- | ---- | ---- |
| 500  | ↘498 | ↘483 | ↘477 | ↘467 | ↘457 | ↗471 |
| 2017 | 2018 |      |      |      |      |      |
| ↗493 | ↘486 |      |      |      |      |      |

## Состав сельского поселения
| № | Населённый пункт | Тип населённого пункта       | Население |
| - | ---------------- | ---------------------------- | --------- |
| 1 | Кузнечиха        | село, административный центр |           |
| 2 | Покровка         | село                         |           |